# Charadrius morinellus
Il piviere tortolino o piviere tortolino eurasiatico (Charadrius morinellus, Linnaeus 1758) è un uccello della famiglia dei Charadriidae.

## Sistematica
Il piviere tortolino non ha sottospecie, è monotipico.

## Aspetti morfologici

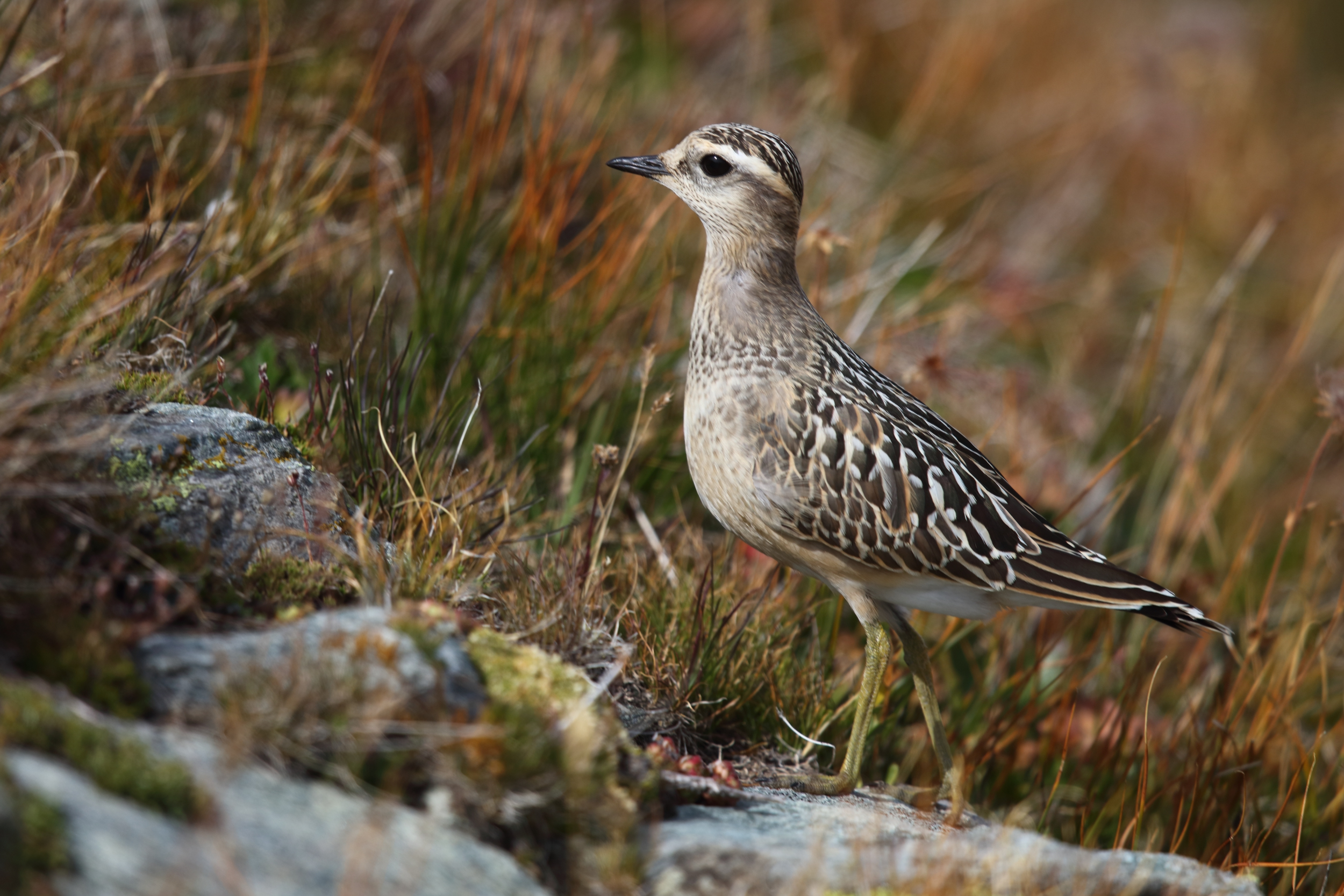
Un piviere tortolino nel parco nazionale del Gran Paradiso

Dall'apertura alare di circa 60 cm per una lunghezza che non supera i 20 cm, il piviere tortolino appartiene alla famiglia dei trampolieri. Il piumaggio si caratterizza per una colorazione olivastra, che si fa più scura sul dorso, mentre il capo appare nero, con la classica macchia bianca tra gli occhi e il collo.

## Distribuzione e habitat
Occupa un vasto areale al di sopra dell'equatore, nidifica in Scozia, Norvegia, Finlandia e in Siberia. In Italia è un migratore e nidificante molto raro in due o tre siti, ed è da riconfermare. Primo caso accertato in Abruzzo nel 1952 sulla Maiella, nidificazione riconfermata varie volte negli anni e ultimi dati positivi nel 1996, anche se controlli nei 2-3 anni successivi non hano dato esito positivo, probabilmente a causa delle sfavorevoli condizioni ambientali. Sulle Alpi nidificazione occasionale in Alto Adige nel 1978 e in Lombardia nel 1994 presso il confine svizzero, con osservazioni di adulti in periodo riproduttivo dal 1992 e nel 1995-96, ma nessun rinvenimento nel 1997-98, verosimilmente da mettere in relazione a trasformazioni dell'habitat per ampliamento del dominio sciabile. Molto più comune, anche se localizzato, durante le migrazioni soprattutto quella post nuziale in settembre, sui prati sommitali al di sopra del limite vegetativo lungo la catena appenninica e alpina.

## Biologia

### Cibo e alimentazione
Si nutre di artropodi terrestri.

### Riproduzione

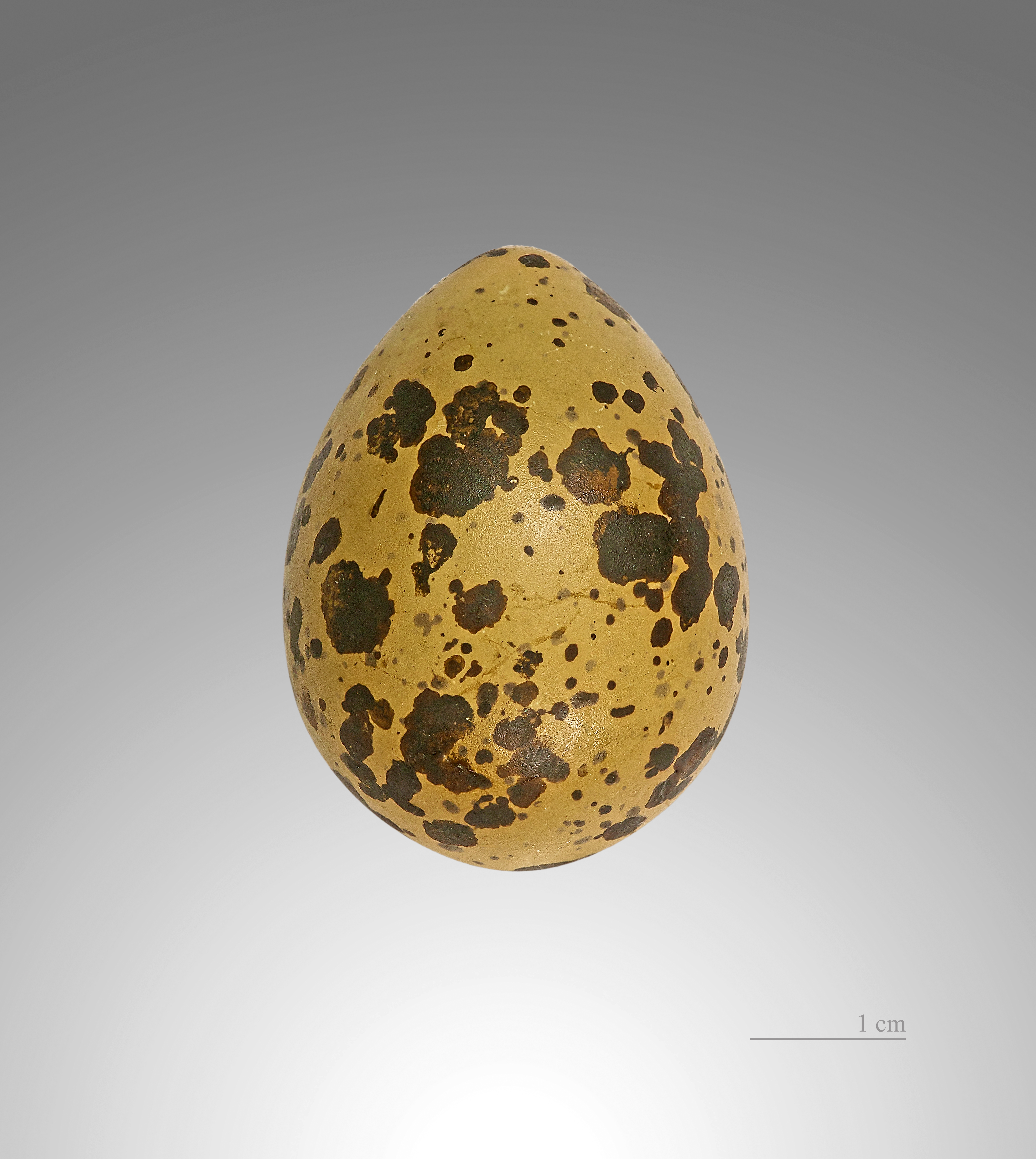
Uovo di piviere tortolino

Nidifica in primavera inoltrata.

## Status e conservazione
È una specie particolarmente protetta ai sensi della legge n. 157/92.